# Smoorventiel
Een smoorventiel (ook wel smoorklep of expansieventiel genoemd) is een vernauwing of prop in een gasleiding zodanig dat er een drukverschil ontstaat en het gas de gelegenheid krijgt uit te zetten (te expanderen).
De adiabatische expansie van gas in een smoorventiel is niet omkeerbaar, zoals (bij benadering) wel het geval is in een turbine, en gaat dus gepaard met exergieverlies.
Een smoorventiel komt voor in kleine koelmachines zoals in een koelkast, tussen de condensor (stroomopwaarts) en de verdamper (stroomafwaarts). Bij grotere installaties wordt er meestal een reduceerventiel of regelklep met drukregeling gebruikt.